# Arnulf Kutsch
Arnulf Kutsch (* 12. Oktober 1949 in Münster) ist ein deutscher Kommunikationswissenschaftler.

## Leben
Kutsch war ein Schüler von Kurt Koszyk und Winfried B. Lerg. 1980 wurde er zum Dr. phil. promoviert. Von 1980 bis 1993 war er wissenschaftlicher Assistent/Mitarbeiter an der Universität Münster. Dort habilitierte er sich 1993. Im gleichen Jahr wurde er Professor für Historische und Systematische Kommunikationswissenschaft an der Universität Leipzig. 2003/2004 übernahm er eine Gastprofessur an der Universität Wien. 2015 wurde er emeritiert. Zu seinen Hauptarbeitsgebieten gehören Fach- und Theoriegeschichte, Kommunikations- und Mediengeschichte sowie Mediensystemforschung.
Kutsch war Mitherausgeber der Zeitschrift Publizistik. Vierteljahreshefte für Kommunikationsforschung (1994–2015) und des Jahrbuchs für Kommunikationsgeschichte.